# Paupattokshick
Paupattokshick, nekadašnje selo Pequot Indijanaca koje se 1638. godine nalazilo na donjem toku rijeke Thames na području današnjeg okruga New London u Connecticutu.
Selo je 1638. (kada ga spominje izvjesni Williams) imalo 15 kuća.